# Podział administracyjny Kościoła rzymskokatolickiego w Polsce (1918–1939)
Po odzyskaniu przez Polskę niepodległości w 1918 oraz zakończeniu działań wojennych w 1920 uległy zmianie granice diecezji Kościoła rzymskokatolickiego. Na terytorium Polski w całości znalazły się metropolie: warszawska i lwowska oraz część poznańskiej, gnieźnieńskiej i mohylewskiej, w tym 5 archidiecezji (2 z nich połączone w unii personalnej), 12 diecezji i części 3 kolejnych diecezji.
W 1918 podział przedstawiał się następująco:
- metropolia warszawska
  - archidiecezja warszawska
  - diecezja augustowska (sejneńska)
  - diecezja kielecka
  - diecezja kujawsko-kaliska
  - diecezja lubelska
  - diecezja płocka
  - diecezja podlaska
  - diecezja sandomierska

- metropolia lwowska
  - archidiecezja lwowska
  - diecezja przemyska
  - diecezja tarnowska

- metropolie poznańska i gnieźnieńska w unii personalnej aeque principaliter
  - archidiecezja gnieźnieńska
  - archidiecezja poznańska
  - diecezja chełmińska

- część metropolii mohylewskiej
  - diecezja łucka
  - diecezja wileńska
  - część diecezji mińskiej

- diecezja krakowska
- część diecezji wrocławskiej (Górny Śląsk i Śląsk Cieszyński)
- część diecezji żmudzkiej (okręg brasławski)
- część diecezji spiskiej (Spisz i Orawa)

Ponadto część diecezji znalazła się w granicach innych państw:
- z archidiecezji lwowskiej Bukowina w Rumunii
- część diecezji wileńskiej na Litwie
- część diecezji łuckiej w Radzieckiej Ukrainie
- część diecezji chełmińskiej oraz archidiecezji poznańskiej i archidiecezji gnieźnieńskiej w Wolnym Mieście Gdańsk i Niemczech.

Jeszcze w 1918 papież Benedykt XV przywrócił diecezję podlaską z siedzibą w Janowie Podlaskim, mińską (w Mińsku) oraz kamieniecką (w Kamieńcu Podolskim). W 1920 utworzył kolejną diecezję – łódzką. Diecezja krakowska pozostawała niezależna. W 1923 Pius XI bullą Pro rectius et utilius przeniósł stolice diecezji podlaskiej z Janowa do Siedlec.

## Podział w latach 1925-1939
20 lutego 1924 arcybiskup lwowski złożył episkopatowi projekt założenia nowej metropolii w Krakowie. Nowa metropolia została zatwierdzona przez episkopat w sierpniu tego roku. Natomiast metropolia wileńska została powołana bullą papieża Piusa XI Vixdum Poloniae unitas z 28 października 1925

Ostatecznie po ratyfikowaniu konkordatu oraz wydaniu bulli, Kościół rzymskokatolicki w Polsce składał się z 5 metropolii, tzn.:
- metropolia warszawska
  - archidiecezja warszawska
  - diecezja lubelska
  - diecezja łódzka
  - diecezja płocka
  - diecezja podlaska
  - diecezja sandomierska

- metropolia lwowska
  - archidiecezja lwowska
  - diecezja łucka
  - diecezja przemyska

- metropolie poznańska i gnieźnieńska w unii personalnej aeque principaliter
  - archidiecezja gnieźnieńska
  - archidiecezja poznańska
  - diecezja chełmińska
  - diecezja włocławska

- metropolia wileńska
  - archidiecezja wileńska
  - diecezja łomżyńska
  - diecezja pińska

- metropolia krakowska
  - archidiecezja krakowska
  - diecezja częstochowska
  - diecezja kielecka
  - diecezja śląska
  - diecezja tarnowska